# Rejomulyo (Kartoharjo)
Rejomulyo is een bestuurslaag in het regentschap Madiun van de provincie Oost-Java, Indonesië. Rejomulyo telt 8856 inwoners (volkstelling 2010).